# Home Farm FC
Home Farm FC är en irländsk fotbollsklubb baserad i Whitehall, Dublin.